# István Ilku
István Ilku (Budapeste, 6 de março de 1933 - 17 de abril de 2005) foi um futebolista húngaro, que atuava como goleiro.

## Carreira
István Ilku fez parte do elenco da Seleção Húngara de Futebol, na Copa do Mundo de 1958, 1962 e 1966.

## Ligações Externas
- Perfil em Fifa.com (em inglês)